# Зденко Гудечек
Зденко Гудечек (чеськ. Zdenko Hudeček; 22 червня 1887, Терезін — 28 вересня 1974, Фрідек-Містек) — австро-угорський і чехословацький офіцер, лейтенант лінкора.

## Біографія
В 1906 році вступив на флот. Учасник Першої світової війни. З 9 грудня 1915 по 17 вересня 1916, з 9 жовтня по 19 грудня 1916 року і з 6 січня по 26 лютого 1917 року — командир підводного човна SM U-17, з 26 червня1917 по 31 жовтня 1918 року — SM U-28.
Всього за час бойових дій потопив 12 кораблів загальною водотоннажністю 45 463 тонни і пошкодив 1 корабель (5592 тонни). Гудечек є другим за результативністю австро-угорським підводником після Геогра Людвіга фон Траппа.
| Дата            | Назва корабля             | Тип                       | Тоннаж | Вантаж                    | Загиблі | Країна             |
| --------------- | ------------------------- | ------------------------- | ------ | ------------------------- | ------- | ------------------ |
| 1 січня 1916    | Невстановлений вітрильник | Невстановлений вітрильник | 40     |                           |         |                    |
| 10 липня 1916   | Impetuoso                 | Есмінець                  | 680    |                           | 37      | Королівство Італія |
| 30 червня 1917  | Haigh Hall                | Пароплав                  | 4,809  | Пшениця                   | 0       | Британська імперія |
| 3 липня 1917    | Mongara                   | Пасажирський пароплав     | 8,205  | Генеральні вантажі        | 0       | Британська імперія |
| 13 серпня 1917  | Maston                    | Пароплав                  | 3,881  | Вугілля                   | 2       | Британська імперія |
| 16 серпня1917   | Bradford City             | Корабель-пастка           | 3,683  |                           | 0       | Британська імперія |
| 5 жовтня 1917   | Bontnewydd                | Пароплав                  | 3,296  | Баласт                    | 3       | Британська імперія |
| 12 січня 1918   | Bosforo                   | Пароплав                  | 2,723  |                           | 0       | Королівство Італія |
| 13 січня 1918   | Rapallo                   | Пароплав                  | 3,811  | Баласт                    | 1       | Британська імперія |
| 21 січня 1918   | West Wales                | Пароплав                  | 4,336  | Вугілля                   | 2       | Британська імперія |
| 8 березня 1918  | Mitra (пошкоджений)       | Танкер                    | 5,592  | Рідке масло               | 0       | Британська імперія |
| 8 березня 1918  | Uganda                    | Пароплав                  | 4,315  | Бавовна і насіння бавовни | 1       | Британська імперія |
| 11 березня 1918 | Stolt Nielsen             | Пароплав                  | 5,684  | Генеральні вантажі        | 0       | Британська імперія |

Після війни Італія оголосила Зденко Гудечека воэнним злочинцем і вимагала його екстрадиції за підступне затоплення італійського лайнера «Босфор». Гудечек, з іншого боку, стверджував, що пароплав був озброєний, захищався і був потоплений у справжньому бою. Чехословаччина не видала його Італії. Чеські водолази, які досліджували та задокументували аварію корабля на початку 21-го століття, довели, що корабель справді був озброєний.
В 1919/21 роках був командувачем чехословацького військового флоту (включав Дунайський, Ельбський і Владивостоцький флоти). Після його скасування вийшов на пенсію.

## Звання
- Морський фенріх (1 липня 1908)
- Лейтенант фрегата (1 травня 1910)
- Лейтенант лінкора (1 травня 1914)

## Нагороди
- Ювілейний хрест
- Бронзова медаль «За військові заслуги» (Австро-Угорщина)
- Хрест «За військові заслуги» (Австро-Угорщина) 3-го класу з військовою відзнакою
- Орден Залізної Корони 3-го класу з військовою відзнакою